# Carl Ehrenstéen
Carl Ehrenstéen eller Carl Ehrensten, född 20 maj 1656 i Thorn, död 30 november 1702 i Stockholm, var en svensk ämbetsman och diplomat.

## Biografi
Carl Ehrenstéen var son till Edvard Ehrenstéen och Catharina Wallenstedt och han var bror till Edvard Ehrenstéen och Lars Filip Ehrenstéen. Han studerade vid Uppsala universitet för professorerna Martin Brunnerus, Erik Benzelius den äldre samt Johannes Schefferus, och följde därefter sin far på dennes ambassad till England, Frankrike och Holland där man utarbetade Freden i Aachen. 1675 utnämndes han till kanslijunker för att 1677 befordras till sekreterare i kammarrevisionen. Karl XI uppskattade honom mycket, vilket hans karriär är prov på. Han användes flitigt av kungen under Riksdagen 1678 i Halmstad, han följde därefter kungen i fält under det Skånska kriget.
Ehrenstéen var central i framtagandet av Freden i Lund, och underhandlade med Danmark, som avslutade det Skånska kriget. 1680 följde han sin svåger greve Gyldenstolpe på hans beskickning till Holland där Ehrenstéen stannade i åtta månader. Därefter åkte Ehrenstéen till Paris där han under 14 månader stannade för att hjälpa den svenske envoyén Liljeroth. Efter Frankrike begav han sig till Wien där han endast kvarstannade ett kort tag då den Osmanska armén närmade sig för att belägra staden (Slaget vid Wien). Han åkte istället till München där den Tysk-romerske kejsaren Leopold I uppehöll sig. Han återkom till Sverige under 1683.
1691 utnämndes han till häradshövding i Södermanland och fick 1692 fullmakt som lagman över Skåne och Blekinge.

### Eftermäle
I sin samtid berömdes han mycket för sin skicklighet och trohet, samt att han på ett rättvist sätt utförde sin lagmanssyssla.